# Krzyż (województwo pomorskie)
Krzyż (dawniej Johannesberg) – wieś w Polsce, położona w województwie pomorskim, w powiecie chojnickim, w gminie Czersk.
Wieś borowiacka, stanowi sołectwo „Krzyż” do którego należą: Bielawy, Kłodnia, Kwieki, Nieżurawa, Sienica i Stodółki.
W latach 1975–1998 miejscowość administracyjnie należała do województwa bydgoskiego.
W obszar wsi wchodzą:
| Integralne części miejscowości: Krzyż | Integralne części miejscowości: Krzyż | Integralne części miejscowości: Krzyż |
| Identyfikator SIMC                    | Nazwa miejscowości                    | Rodzaj miejscowości                   |
| ------------------------------------- | ------------------------------------- | ------------------------------------- |
| 0082707                               | Stodółki                              | część wsi do 2022 r.                  |
| 0082765                               | Nieżurawa                             | kolonia                               |
| 0082771                               | Sienica                               | kolonia                               |
| 0082713                               | Czersk                                | osada leśna                           |
| 0082759                               | Łukowo                                | osada leśna                           |

## Historia
Niemiecka nazwa wsi brzmiała w XIX wieku Johannesberg, powstała od nazwy osobowej Johannes z dodanym sufiksem berg. Polska nazwa oboczna powstała od apelatywu krzyż. W drugiej połowie XIX wieku we wsi było 11 budynków, cztery domy mieszkalne i 25 mieszkańców, najbliższa szkoła w Kłodni, stacja pocztowa w Czersku.